# ЗИЛ-В1 «Витязь»
ЗиЛ-В-1 «Витязь» — советский снегоболотоход, созданный в 1967 году специальным конструкторским бюро «Газстроймашина» совместно с КБ ЗиЛ. В этом автомобиле было использовано большое количество узлов, широко используемых на серийных грузовиках и автобусах ЗиЛ.

## Строительство автомобиля
При проектировании такой машины выбор движителя был вполне однозначным — гусеницы — только они были способны выдержать машину большой массы, обеспечивая при этом низкое давление на грунт (в В-1 — всего 0,13 кг/см²). В «Витязях» вместо обычных гусеничных цепей вдоль каждого борта идут две резино-тросовые бесконечные ленты с соединениями в виде штампованных траков из пружинной стали. В средней части траки имеют изгибы, образующие вместе с лентами беговую дорожку, по которой катятся опорные катки. Чтобы они не прыгали, по бокам дорожки установлены ограничители. Траки являются одновременно опорными и ведущими элементами гусениц. Сами ленты очень прочные — для разрыва каждой из них необходимо усилие не менее 40 тонн. Чтобы снизить износ треков и компенсировать разницу шага в зацеплении их со звездочками, звездочки сделаны резинокордными. Опорные катки уникального снегоболотохода снабжены автомобильными шинами размером 8,25х15. Подвеска их выполнена на двойных балансирах, а упругими элементами служат пневматические баллоны, давление в которых регулируется из кабины водителя. Задний мост по конструкции подобен тракторному. Управление фрикционами и тормозами имеет пневмопривод. Вообще же в конструкции вездехода широко использованы серийно выпускавшиеся в то время стандартные узлы: двигатель, кабина, рама, коробка передач, карданные валы, коническая пара главной передачи, кузов и тормозные камеры — от автомобиля ЗИЛ-130; золотники пневмоуправления — от автобуса ЗИЛ-127, которые служат для поворота машины, бортовые фрикционы — от трактора Т-100М, и т.д

## Испытания
Во время испытаний «Витязь» показал более высокую проходимость, чем другие гусеничные вездеходы, однако был и существенный по сравнению с ними недостаток — В-1 не мог преодолевать водные препятствия. Для движения по глубокому снегу или болоту «Витязь» был едва ли не идеальной машиной